# Kelagote, Jagalur
Kelagote là một làng thuộc tehsil Jagalur, huyện Davanagere, bang Karnataka, Ấn Độ.